# Rafael Font Farran
Rafael Font Farran (Sitges, 26 de mayo de 1912 - Auxerre, 19 de noviembre de 2003) fue un dirigente político, abogado y periodista español. Es el autor, en particular, de una historia marxista de España y de una historia del nacionalismo catalán. Escribió sus memorias bajo el título "Anys agitats" (Años agitados). Rafael Font Vaillant, el hijo mayor de Rafael Font Farran, publicó en 2014 una biografía de su padre.

## Biografía
Rafael Font Farran trabajó en Barcelona en el diario La Batalla, órgano central del partido político español de izquierda POUM. En su libro Homenaje a Cataluña, George Orwell, autor de 1984, dice que leía La Batalla durante la guerra civil española cuando luchaba en las filas del POUM. Rafael Font Farran fue elegido por sus compañeros reclusos poumistas "presidente" de la segunda galería de la cárcel Modelo de Barcelona, galería en la cual fueron encarcelados muchos simpatizantes del POUM, españoles o extranjeros. Orwell hubiera sido encarcelado probablemente en esta galería si no habría podido escapar de un arresto en Barcelona.

### 1928-1931
En 1928, Rafael Font Farran fue el fundador y director de un periódico estudiantil en Barcelona, L'Estudiant. Después de su cuarta edición, este periódico fue prohibido por la dictadura de Miguel Primo de Rivera, a la cual se oponía. En 1929, Font Farran, uno de los líderes de la oposición a la dictadura en la Universidad de Barcelona, fue uno de los fundadores de la organización estudiantil Esquerra Universitària. Fue también uno de los fundadores de la organización juvenil catalanista Palestra en abril de 1930. En mayo de 1930, se afilió a Estat Català, el partido político de Francesc Macià. En agosto de 1930, publicó su primer libro, Paraules de Joventut, un ensayo político.
Fue el orador más joven de la Conferencia de las izquierdas catalanas, que, en Barcelona, en marzo de 1931, dio a luz al partido político catalán ERC (Esquerra Republicana de Catalunya), del cual Font Farran fue uno de los fundadores. Inmediatamente después de la proclamación de la "República catalana" por Macià, el presidente de la ERC, Font Farran participó, en la noche del 14 al 15 de abril de 1931, a la defensa del Palacio del Gobierno catalán, en la plaza de Sant Jaume, en Barcelona, porque la ERC temía a que el edificio fuera atacado por las tropas españolas. Semanas más tarde, Font Farran fue nombrado periodista de la redacción del diario barcelonés L'Opinió, órgano central de la ERC, en el cual fue responsable de las informaciones internacionales.

### 1932-1933
En la primavera de 1932, una polémica de prensa le opuso a Joan Peiró, director de Solidaridad Obrera, el diario de la confederación anarcosindicalista CNT, con tres artículos de Font Farran en L’Opinió y cuatro de Peiró en Solidaridad Obrera.
Durante el verano de 1932, en Madrid, Font Farran fue el secretario político del diputado español Lluís Companys, uno de los líderes de la ERC y futuro presidente de la Generalidad de Cataluña. En octubre de 1933, Font Farran fue uno de los fundadores del partido catalán PNRE, nacido de una escisión de la ERC. Poco antes, había sido el líder de un proyecto de nueva organización de los jóvenes militantes de la ERC a fin de competir con las JEREC (Joventuts de Esquerra Republicana Estat Català), que Font Farran consideraba como fascistoides, pero la dirección central de la ERC decidió que las JEREC siguieran siendo la única organización juvenil del partido. En diciembre de 1933, tras la victoria de la derecha a las elecciones legislativas españolas de noviembre de 1933, Font Farran publicó un nuevo ensayo político, La crisi de les esquerres, en el cual pedía a la izquierda catalana, desunida,"recuperar su cohesión".

### 1934-1936
Durante el levantamiento catalanista del 6 de octubre de 1934, Font Farran participó de nuevo, como en 1931, a la defensa del Palacio del Gobierno catalán, del cual las tropas españolas se apoderaron en la mañana del 7 de octubre. Font Farran fue encarcelado, pero se benefició de un sobreseimiento. Después de la victoria de los partidos de izquierda en las elecciones legislativas españolas de febrero de 1936, Font Farran fue contratado por el Gobierno catalán para su Comisaría General de Orden Público (CGOP), en la cual Font Farran fue responsable de la censura de las publicaciones extranjeras distribuidas en Cataluña, porque, según él dice, el gobierno no quería "alarmar” una opinión pública muy preocupada por los rumores de golpe de Estado militar contra la República. Poco después del comienzo de la guerra civil española en julio de 1936, Font Farran dimitió del CGOP cuando se afilió al partido de extrema izquierda antiestalinista POUM. Un poco después, fue nombrado periodista en el diario barcelonés La Batalla, órgano central del POUM.

### 1937-1939
El 16 de junio de 1937, el día de la desaparición de Andreu Nin, dirigente del POUM, tras su detención por la policía catalana bajo las órdenes de representantes de Stalin, Font Farran se dirigió a la CGOP para obtener noticias de Nin, como abogado de Nin.  En la CGOP, fue casi detenido, pero consiguió escaparse.
Algún tiempo después, como abogado de la compañera de Nin, Olga Pavlova Taareva, Font Farran presentó en el juzgado de Barcelona una denuncia en la cual, según él dice, era evocada la posibilidad de una detención arbitraria de Nin "o de un secuestro".
Poco después, para defender a militantes del POUM encarcelados, Font Farran abrió en Barcelona, en el verano de 1937, un bufete de abogado, para el cual, en su nombre, alquiló oficinas en la Vía Layetana. Estas oficinas fueron utilizadas por el POUM reducido a la clandestinidad. En octubre de 1937, Font Farran fue detenido en Barcelona mientras que estaba distribuyendo un panfleto del POUM protestando contra la muerte de uno de sus militantes. Font Farran fue encarcelado en la cárcel Modelo de Barcelona en la "segunda galería", donde eran agrupados muchos poumistas, y fue elegido por ellos "presidente" de esta galería. Algún tiempo después, fue trasladado a un presidio, a un centenar de kilómetros de Barcelona, el "campo de trabajo N.º 3", en el pueblo de Omells de na Gaia. Posteriormente, fue juzgado en Barcelona por el "Tribunal especial de espionaje y alta traición" de Cataluña, que lo condenó a seis años de cárcel por su militancia en el POUM. En enero de 1939, con otros prisioneros evacuados de la prisión Modelo, huyó a Francia en la final de la guerra civil. En la Cataluña francesa, fue encarcelado en el campo de refugiados españoles de Saint-Cyprien, del cual pudo escapar unos días después de su llegada. Más tarde vivió en Bélgica durante un año.

### La década de 1940
A raíz de la ofensiva alemana de mayo de 1940, fue trasladado con otros refugiados exiliados en Bélgica, al campo de Gurs, en el suroeste de Francia, donde, de nuevo, pudo escapar pocas semanas después de su llegada. Poco después, en París, se unió a la resistencia francesa contra la ocupación alemana, en las filas del PCI ( Parti Communiste Internationaliste).
En 1943, abandonó este partido - rebautizado mientras tanto CCI (Comité communiste internationaliste pour la Quatrième Internationale), el comité central del cual Font Farran era miembro - para afiliarse al POI (Parti ouvrier internationaliste), la sección francesa de la Cuarta Internacional. En el POI, fue uno de los líderes del GTE (Grupo trotskista español), que agrupaba los miembros españoles de la Cuarta Internacional. A partir de 1943, Font Farran fue el representante de España en la Secretaría europea de la Cuarta Internacional. Como miembro de esta Secretaría europea, fue uno de los principales organizadores de la fusión muy complicada del POI y CCI en marzo de 1944. También fue uno de los dos delegados españoles, con Eduardo Mauricio Ortiz, en la Conferencia europea de la Cuarta Internacional en febrero de 1944 en Picardía, y en la segunda Conferencia internacional de la Cuarta Internacional en París en marzo de 1946.

### Segunda mitad delsigloXX
En 1951, estuvo en desacuerdo con la estrategia de entrismo que había puesto en marcha la Cuarta Internacional, y se fue a trabajar durante unos años sobre un proyecto de partido comunista español antiestalinista, en asociación con el exlíder estalinista José del Barrio Navarro y con el apoyo financiero de la Yugoslavia de Tito. Algunos años más tarde, regresó al POUM y, en la primavera de 1961, fue nombrado miembro del Comité ejecutivo del POUM. Pero, en 1962, en desacuerdo con la línea del partido, dimitió de esta Comisión ejecutiva y finalmente abandonó el POUM. Al año siguiente, después de veinticuatro años de exilio, regresó a España, donde comenzó a publicar artículos en los semanarios catalanes Tele/Estel y L’Eco de Sitges. Anteriormente, en 1956, fue contratado por la Agence France Presse, en la cual, hasta su jubilación en 1977, trabajó como periodista en la redacción de lengua española, en París.

## Obras
- Paraules de Joventut, Edicions Ariel, 1930.

- La crisi de les esquerres, Llibreria Catalònia, 1933.